# Давалос, Алекса
Але́кса Дава́лос (англ. Alexa Davalos Dunas; род. 28 мая 1982, Париж, Франция) — американская актриса, наиболее известная по ролям в фильмах «Праздник любви», «Хроники Риддика», «Мгла», «Вызов», а также в сериале «Человек в высоком замке».

## Ранние годы
Алекса Давалос родилась в Париже. Единственный ребёнок актрисы Элиссы Давалос и фотографа Джефа Дюнаса. Её дед по матери — актёр Ричард Давалос. Давалос провела бо́льшую часть своего детства во Франции и Италии перед тем, как переехать жить в Нью-Йорк. По отцовской линии у неё еврейские корни; её предки по отцовской линии эмигрировали из Вильнюса. Она воспитывалась «без большого влияния религии», хотя и посещала еврейскую школу какое-то время.
В семнадцать лет она взбунтовалась и самостоятельно отправилась в Нью-Йорк. Она зарабатывала на жизнь моделью у таких фотографов, как Питер Линдберг. Она вспоминает: «У меня была миссия. Я хотела выйти в мир и делать то, что мне нравится. Работая в театре, я поняла, что действительно хотела быть актрисой». Вскоре ей предоставился шанс стать актрисой, и она присоединилась к нью-йоркскому Off Broadway Flea Theater.

## Карьера
В 2002 году Давалос снялась с Чарли Хофхаймером в короткометражном фильме «Призрак Ф. Скотта Фитцджеральда», который был показан на Кинофестивале в Торонто в 2002 году. В 2003 году снялась в телевизионном фильме компании HBO «Панчо Вилья» с Антонио Бандерасом. В 2004 году впервые получила главную роль Киры в художественном фильме «Хроники Риддика».
Давалос также сыграла роль мутанта Гвен Райден в трёх эпизодах сериала «Ангел», а в 2005 году снялась в сериале телеканала Fox «Встреча выпускников». В 2007 Алекса снялась в романтической драме «Праздник любви», в котором также снимались Грег Киннер и Морган Фриман. Она также снялась в фильме «Мгла» режиссёра Фрэнка Дарабонта.
В 2008 году снялась в фильме Эдварда Цвика «Вызов» с Дэниелом Крейгом. Она сыграла Андромеду в фильме «Битва титанов» вместе с Сэмом Уортингтоном, Рэйфом Файнсом, Лиамом Нисоном и др. Она не вернулась в сиквел «Гнев титанов» из-за конфликта планирования.
В 2013 году снова снялась у режиссёра Фрэнка Дарабонта в сериале «Город гангстеров».
Давалос исполнила главную роль в сериале «Человек в высоком замке» производства компании Amazon (четыре сезона, 2015—2018).

## Личная жизнь
Давалос — близкая подруга актрисы Аманды Ригетти и была подружкой невесты на её свадьбе. Давалос считает себя «занудой» и любит путешествовать и читать книги. Она оберегает свою личную жизнь, заявляя: «Я думаю, это выбор. Я думаю, это осознанный выбор — то, чему ты позволяешь влиять на тебя, а чему нет».

## Фильмография
| Год       |     | Русское название                | Оригинальное название                | Роль            |
| --------- | --- | ------------------------------- | ------------------------------------ | --------------- |
| 2002      | ф   | Берега                          | Coastlines                           | девушка Эдди    |
| 2002      | кор | Призрак Ф. Скотта Фитцджеральда | The Ghost of F. Scott Fitzgerald     | Бесс Гюнтер     |
| 2002      | тф  |                                 | Untitled Secret Service Project      | Элиза Рэндольф  |
| 2002      | с   | Неопределившиеся                | Undeclared                           | Сьюзан          |
| 2002—2003 | с   | Ангел                           | Angel                                | Гвен Рэйден     |
| 2003      | тф  | Панчо Вилья                     | And Starring Pancho Villa as Himself | Тедди Сэмпсон   |
| 2004      | ф   | Хроники Риддика                 | The Chronicles of Riddick            | Джек / Кира     |
| 2005—2006 | с   | Встреча выпускников             | Reunion                              | Саманта Кэрлтон |
| 2006      | тф  | Капитуляция Дороти              | Surrender, Dorothy                   | Сара            |
| 2007      | с   | Детектив Рейнс                  | Raines                               | Сэнди Будро     |
| 2007      | ф   | Праздник любви                  | Feast of Love                        | Хлоя Барлоу     |
| 2007      | ф   | Мгла                            | The Mist                             | Салли           |
| 2008      | ф   | Вызов                           | Defiance                             | Лилка Тиктин    |
| 2010      | ф   | Битва Титанов                   | Clash of the Titans                  | Андромеда       |
| 2013      | с   | Город гангстеров                | Mob City                             | Жасмин Фонтейн  |
| 2015—2019 | с   | Человек в высоком замке         | The Man in the High Castle           | Джулиана Крейн  |
| 2017—2019 | с   | Каратель                        | The Punisher                         | Бет Куинн       |